# Eilema yokohamae
Eilema yokohamae är en fjärilsart som beskrevs av Daniel 1954. Eilema yokohamae ingår i släktet Eilema och familjen björnspinnare. Inga underarter finns listade i Catalogue of Life.